# أرشد ياسين
أرشد ياسين رشيد نجم الناصري (1949م - 12 كانون الثاني 2022) حارس ومرافق أقدم للرئيس صدام حسين، وابن خالته وزوج أخته من الأم، نوال إبراهيم الحسن، ، في عام 1985 كان برتبة ملازم أول، وفي سنة 1988 كان مقدماً، وفي سنة 1991 كانت رتبته عميد طيار، آخر رتبه العسكرية لواء. عزله صدام حسين، ثم اُتهم بتهريب آثار.، انتُخبَ رئيساً للهيئة الإدارية لنادي الزوراء في أيلول سنة 1988، وذكرتْ وسائل إعلامية أن أرشد يتسلّم راتبه التقاعدي منذ عام 2005 بصفته لواء متقاعداً.، وكان شقيقه كامل ياسين رشيد لفترة من أعضاء القيادة القطرية لحزب البعث. توفي في دولة قطر إثر نوبة قلبية.